# Szonda Szabolcs
Szonda Szabolcs (írói álneve: Periszkóp Pál; Sepsiszentgyörgy, 1974. október 27. –) a Bod Péter Megyei Könyvtár igazgatója 2008-tól, költő, műfordító. Írói álneve: Periszkóp Pál.

## Tanulmányai
Tanulmányait szülővárosában végezte, a Székely Mikó Kollégiumban érettségizett (1993). A bukaresti egyetem Nyelvtudományi Karán magyar–román szakot végzett (1997), ugyanott magiszteri fokozatot szerzett (1998); 2002-től doktorandusz. Abban az időben alapította és többekkel szerkesztette a Nézőpont c. 1995–98 között összesen 4 számot megért lapot, az Idegen Nyelvek és Irodalmak Fakultása hallgatóinak kiadványát.

## Munkássága
Pályáját a Romániai Magyar Szó szerkesztőségében kezdte. 1998-tól párhuzamosan a bukaresti egyetem Hungarológiai Tanszékén gyakornok, majd tanársegéd. 2000-től Szabad Szombat c. lap kulturális mellékletének szerkesztője, szerkesztőbizottsági tagja, 2005-től az Új Magyar Szó Színkép c. havi kulturális mellékletének szerkesztője; a Cimbora szerkesztője. 2008-tól a sepsiszentgyörgyi Megyei Könyvtár igazgatója.
Első írását a Romániai Magyar Szó közölte 1994-ben; a lapban riportokat, politikai hírmagyarázatokat, interjúkat, jegyzeteket, könyvismertetéseket írt. Verssel, prózával szerepel több romániai magyar irodalmi folyóiratban, erdélyi napilapok kulturális mellékletében. Verseit közölte az Irodalom Visszavág c. budapesti folyóirat; néhány költeménye eredeti, román és albán változatával szerepelt a babel.ro c., fiatal romániai kisebbségi költők verseit tartalmazó antológiában (Csíkszereda, 2000). Külső munkatársa a Dilema, Observatorul Cultural hetilapoknak, a Haemus albán–román nyelvű folyóiratnak.
Tagja a budapesti Fiatal Írók Szövetségének.

## Műfordításai
- Simona Popescu: Xilofon (versek, Budapest, 1998)
- Vlad Arghir: Képek egy Leonard Cohen-koncertről (monografikus esszé, Budapest, 1999)
- Adrian-Christian Kuciuk: A hattyúk feltámadásának éve (Budapest, 2005)
- Dan Lungu: Tyúkok a mennyben (regény, Budapest, 2016)

## Kötetei
- Kiegyezés a tükörrel (versek, Budapest, 1998)
- Vagyontárgyalás; Erdélyi Híradó–FISZ, Kolozsvár–Bp., 2002 (FISZ könyvek)
- Robogni örök úthengeren, avagy mit vétettek a dáliák? (versek, Periszkóp Pál álnéven, társszerző Bakter Bálint [Cseke Gábor]. Státus, Csíkszereda, 2003)
- Literatura maghiară din România. Aspecte cronologice şi noţiuni de bază (Bukarest–Sepsiszentgyörgy 2008)
- Idő(m)értékek, kontextusok. Írások Molnár Szabolcs 65. születésnapjára; szerk. Bányai Éva, Szonda Szabolcs; RHT, Bukarest–Sepsiszentgyörgy, 2008
- Literatura maghiară din România. Aspecte cronologice şi noţiuni de bază; RHT, Bukarest–Sepsiszentgyörgy, 2008
- Tündérország napszámosa. Benedek Elek-olvasókönyv; szerk. Farkas Kinga, Szonda Szabolcs; Regös Ifjúsági és Közművelődési Egyesület–Bod Péter Megyei Könyvtár–Kovászna Megyei Művelődési Központ, Sepsiszentgyörgy, 2009

## Ösztöndíjai
- Babits Mihály műfordítói ösztöndíj (2008, 2010)